# Шабленска река
Шабленска река е река в Североизточна България, област Добрич – общини Каварна и Шабла, вливаща се в Дуранкулашкото езеро. Дължината ѝ е 31 km.
Шабленска река води началото си от североизточната част на село Могилище, община Каварна, на 125 m н.в. По цялото си протежение протича на североизток в плитка долина, заета от обработваеми земи. Влива се в югозападния ъгъл на Дуранкулашкото езеро, което от своя страна се оттича в Черно море.
Площта на водосборния басейн на Шабленска река е 95 km2.
Реката има епизодичен отток, като през сухите лятно-есенни месеци напълно пресъхва.
По течението на реката са разположени 7 села:
- Община Каварна – Могилище, Иречек, Видно, Нейково;
- Община Шабла – Твърдица, Божаново, Ваклино.

## Топографска карта
- Лист от карта K-35-21. Мащаб: 1 : 100 000.
- Лист от карта K-35-22. Мащаб: 1 : 100 000.